# وليام جوزيف لينش
وليام جوزيف لينش (بالإنجليزية: William Joseph Lynch)‏ (و. 1908 – 1976 م) هو محام، قاض، سياسي أمريكي.